# فلايت أوير
فلايت أوير (بالإنجليزية: FlightAware)‏ هي شركة تأسست في عام 2005 كأول شركةٍ تقدم خدمات تتبع الرحلات الجوية مجاناً سواء كانت للطائرات الخاصة والطائرات التجارية .هي شركة مملوكة ملكية خاصة لديها مكاتب في هيوستن ونيويورك وسنغافورة.

## تقديم
فلايت أوير  هي شركة تقدم أكثر من 10000 (عدد) من مشغلي الطائرات وشركات الخدمة بالإضافة إلى أكثر من 12,000,000 من المسافرين مع حلول تتبع الطائرات العالمية. تعزز شركة فلايت أوير من البيانات الصادرة من أنظمة مراقبة الحركة الجوية في ما يزيد عن 55 بلد، بداية من شبكة فلايت أوير الخاصة بالمحطات الأرضية آي دي إس-بي في أكثر من 175 من البلدان، من نظام بث المراقبة المستقل التلقائي آي دي إس-بي العالمي المستند إلى الفضاء والمنتج من شركة Aireon، وباستخدام نظام تبادل البيانات العالمي (الأقمار الاصطناعية/ التردد العالي جدا VHF) عبر كل موفر رئيسي بما في ذلك شركة راديو الطيران ‏، SITA، وSatcom Direct، و جارمن (Garmin)، وHoneywell GDC.